# Литовський монетний двір
Литовський монетний двір (лит. Lietuvos monetų kalykla) — державне підприємство у Вільнюсі, яке підпорядковується Банку Литви. Основним видом діяльності є карбування монет та нагород Литви.

## Історія
Литовський монетний двір був заснований 10 грудня 1990 року рішенням Уряду Литовської Республіки. 
У 2005 році державне підприємство «Литовський монетний двір» було реорганізовано у закрите акціонерне товариство, чиї акції в розмірі 100 відсотків належать державі. Акціями підприємства керує засновник — Банк Литви.

## Світлини

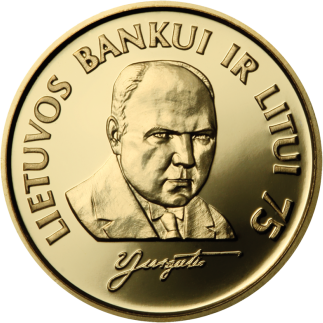
Пам'ятна золота монета 1 лит до 75-річчя Банку Литви
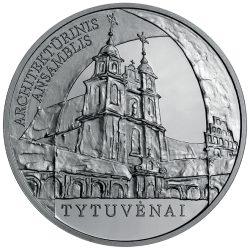
Пам'ятна срібна монета 50 лит Костел Пресвятої Діви Марії
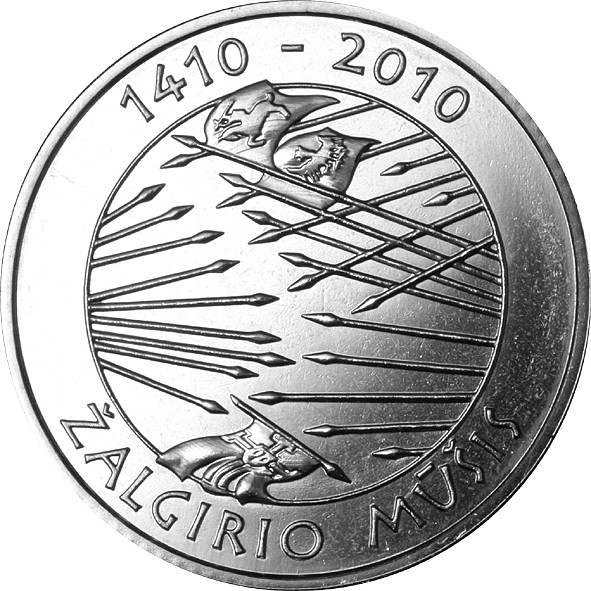
Пам'ятна монета «600-річчя Грюнвальдської битви»
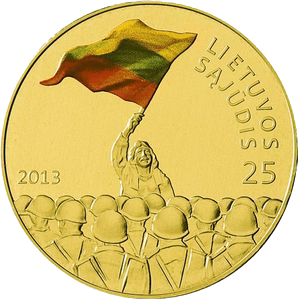
Пам'ятна золота монета 25 лит «25 років руху „Саюдіс“»
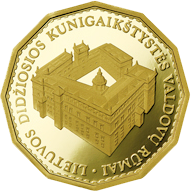
Пам'ятна золота монета «Вітовт»
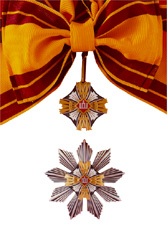
Орден Великого князя Литовського Ґедиміна